# Gervasi Costa i Llobateras
Gervasi Costa i Llobateras (Moià, Moianès, 27 de novembre de 1810 - Vic, Osona, 1851) va ser un divulgador científic i sacerdot català. Va estudiar al Seminari de Vic on es va ordenar sacerdot l'any 1833. El 1845 va obtenir el títol de batxillerat en filosofia a la Universitat de Barcelona i el 1846 la llicenciatura en teologia al Seminari de Barcelona. Aquell mateix any també va aconseguir les regències necessàries per impartir psicologia i lògica i religió i moral. Va ensenyar aquestes matèries al Seminari de Vic i al Col·legi de Segon Ensenyament de la mateixa ciutat. L'any 1847 va ser professor de psicologia i lògica a la Universitat de Barcelona. Va ser autor d'uns elements de filosofia que van ser objecte de diverses edicions. També va redactar un manual de física i química i un altre d'història natural per a l'ensenyament secundari. En el manual de física i química, Costa divideix l'estudi de la física en dues parts, la dels cossos ponderables (aquells que es poden pesar) i la dels imponderables (o fluids). A l'estudi de la química hi dedica una sola part, centrada en la química inorgànica. Pel que fa al manual d'història natural, abordava la disciplina dividint el text en tres seccions: zoologia, botànica i geologia i mineralogia. En les dues primeres secciones es comença estudiant la morfologia i la fisiologia dels animals i de les plantes per continuar amb els sistemes de classificació. En aquest darrer sentit, malgrat que en el text s'exposen sistemes taxonòmics ja superats, Costa es mostra partidari dels més seguits a l'època: el de Cuvier per als animals i el de Jussieu per a les plantes. Després de fer un repàs als principals grups zoològics i botànics, s'acaben aquestes dues seccions amb l'estudi de la distribució geogràfica de plantes i animals, una matèria que tot just començava a consolidar-se en aquells temps. La part dedicada a la mineralogia i la geologia comença amb l'estudi de les propietats físiques i químiques dels minerals i la seva classificació. Dedica els darrers capítols als principals fenòmens geològics que s'esdevenen a la Terra (volcans, terratrèmols, orogènia...), així com a tractar el tema de la història del planeta.

## Publicacions
- Elementa Philosophiae ad adolescetltium usibus accomodata ab D. G. C. P. 2 vols. Vic: Felip Tolosa, 1849 [2a edició del primer volum per L. Anglada del 1856; i del segon volum, també per L. Anglada, del 1854. Existeix una adaptació – traducció castellana del primer volum amb el títol Elementos de Psicología y logíca. Vic: Felip Tolosa, 1849.]
- Elementos de Física Experimental con algunas nociones de Química por D. G. C. Pbro. Vic: Impremta de Josep Trullàs, 1849. [2a edició, de 1859.]

- Elementos de Historia Natural, arreglados según el programa publicado por la Dirección General de Instrucción Pública en 1º de agosto de 1846 por D. G. C. Pbro. Vic: Impremta de Josep Trullàs, 1850.